# Constança Urbano de Sousa
Maria Constança Dias Urbano de Sousa, née en avril 1967 à Coimbra, est une universitaire et femme d'État portugaise.
Elle est ministre de l'Intérieur entre le 26 novembre 2015 et le 21 octobre 2017.

## Biographie

### Formation et vie professionnelle
Elle est licenciée en droit de l'université de Coimbra, titulaire d'une maîtrise en droit communautaire et d'un doctorat en droit de l'université de la Sarre.
En 2005, elle est nommée conseillère juridique du ministre portugais de l'Intérieur António Costa, et devient plus tard professeur de droit communautaire à l'université autonome de Lisbonne.

### Engagement politique
Proche du Parti socialiste (PS), elle postule aux élections législatives du 4 octobre 2015, en quinzième position sur la liste PS du district de Porto, mais seuls quatorze députés sont élus. Le 26 novembre suivant, Constança Urbano de Sousa est nommée ministre de l'Intérieur dans le gouvernement minoritaire d'António Costa.
Elle remet sa démission le 18 octobre 2017, assumant la responsabilité politique des terribles incendies de forêt qui ont ravagé le pays et causé la mort de plus de 100 personnes. Costa s'était jusqu'à présent refusé à la laisser quitter ses fonctions, jugeant que c'est « une attitude un peu infantile de croire que les conséquences politiques passent par la démission de ministres ». Elle est remplacée trois jours plus tard par le ministre adjoint Eduardo Cabrita.